# Α-Galactosidase A
α-Galactosidase A (auch Melibidase) ist ein Enzym, das die Hydrolyse der glycosidischen Bindung von α-Galactopyranosiden katalysiert. Es kommt in allen Eukaryoten vor und ist je nach Aufgabe und Organismus unterschiedlich spezifisch. So können einige α-Galactosidasen auch α-D-Fucopyranoside hydrolysieren. Das Enzym kommt in Zellen in den Lysosomen vor.

## Krankheiten
Ist das Enzym nicht ausreichend vorhanden, kommt es zu einer Anreicherung der Glycosphingolipide, was schließlich zum Tod der Zelle führt.
Ist der Mangel an α-Galactosidase durch einen Genfehler bedingt, spricht man vom Krankheitsbild des Morbus Fabry. Dies ist eine X-chromosomal vererbte Stoffwechselkrankheit, bei der ein organismusweiter Mangel des Enzyms auftritt.

## Expression
Das GLA-Gen besteht aus insgesamt etwa 12.000 Basenpaaren. Sieben Exons mit 1290 Basenpaaren kodieren für das Genprodukt α-Galactosidase A. Deren Präkursor-Protein besteht aus 429 Aminosäuren. Durch posttranslationale Modifikation entsteht das Glycoprotein α-Galactosidase A mit 370 Aminosäuren und einer molaren Masse von 41,4 kDa. Das Homodimer wird wie alle lysosomalen Enzyme cotranslational, das heißt während der Übersetzung der mRNA in die Aminosäuresequenz, mit einem Mannose-6-phosphat-Rest versehen. Ein Teil der phosphorylierten α-Galactosidase-A-Moleküle wird von den Zellen sezerniert und von anderen Zellen über den membranständigen Mannose-6-phosphat-Rezeptor per Endozytose aufgenommen. Die Wiederaufnahme der phosphorylierten α-Galactosidase A über den Mannose-6-phosphat-Rezeptor ist die Grundlage für die Enzymersatztherapie.

## Geschichte
In den frühen 1980er Jahren forschte Goldstein am New York Blood Center als erster an der Technik die Blutgruppe durch Glycosidasen zu ändern. Aus Kaffeebohnen (Coffea canephora) gewonnene α-Galactosidase wurde benutzt, um rote Blutzellen der Blutgruppe B zu roten Blutzellen der Blutgruppe 0 zu ändern. Im Jahr 2008 wird jedoch von noch erheblichem Forschungsbedarf gesprochen, um diesen Prozess klinisch nutzbar zu machen.